# Tony Scott (musiker)

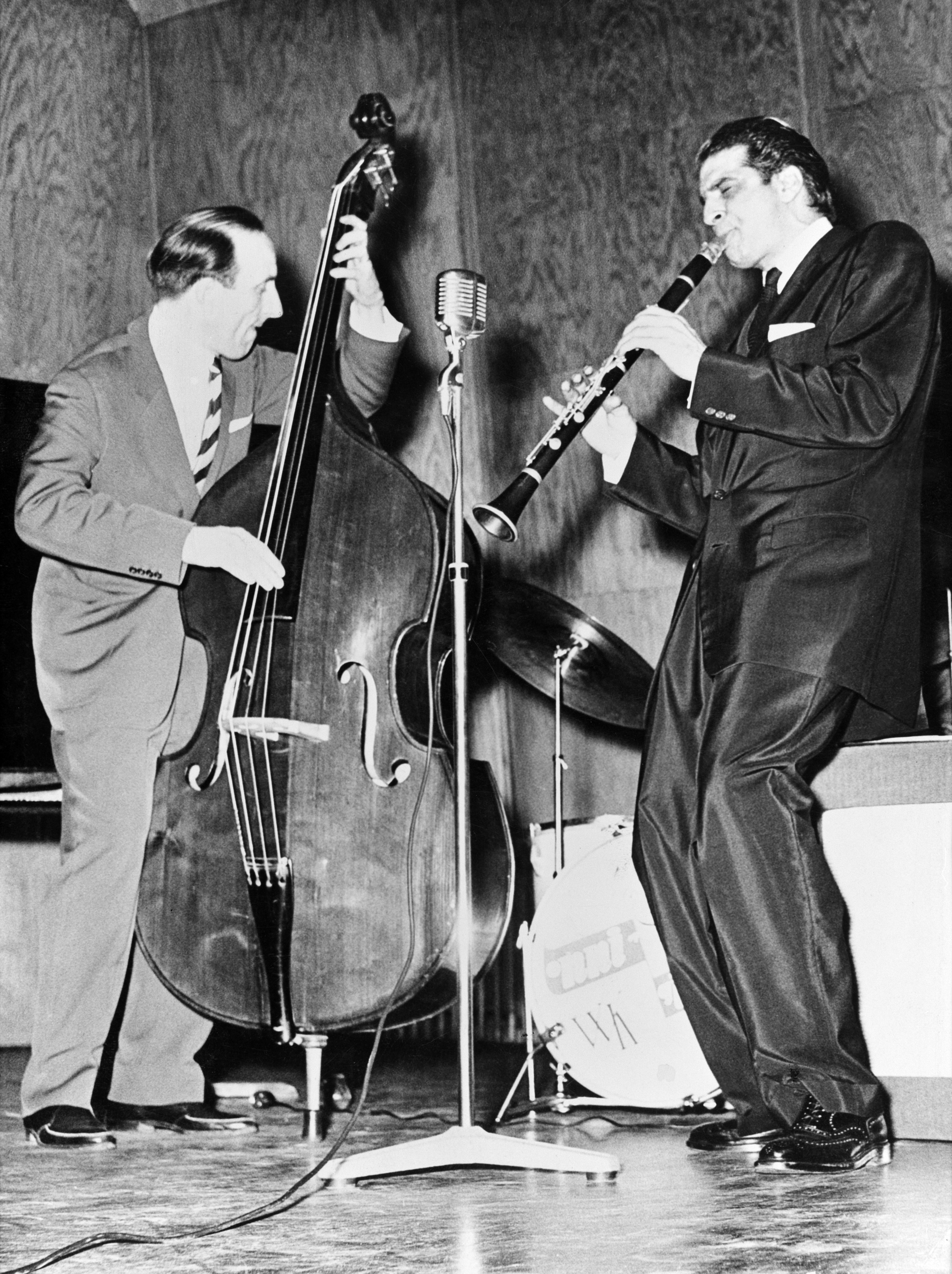
Erik Lindström (kontrabass) och Tony Scott spelar i Finland.

Tony Scott, f. Anthony Joseph Sciacca, född 17 juni 1921 i Morristown, New Jersey, död 28 mars 2007 i Rom, Italien, var en amerikansk jazzklarinettist. 
Scott kom från en familj med rötter i Sicilien. Han startade sin karriär i New York på 1950-talet men hämtade från 1960-talet och framåt också influenser från andra delar av världen, exempelvis Japan, Indien och Västindien. Hans skiva Music for Zen Meditation från 1964 där hans klarinett samspelar med traditionella japanska musikinstrument som shakuhachi och koto räknas ibland som det första "New Age-albumet". 
Sedan början av 1990-talet bodde och verkade Scott i Rom, Italien. Han hade två vuxna döttrar, Monika Sciacca och Nina Shaka.

## Kuriosa
1957 spelade Tony Scott in fyra singel-skivor i Stockholm med Rune Öfwerman Trio. Dessa är nu återutgivna under namnet Swinging in Sweden.